# Paurophylla bidentata
Paurophylla bidentata är en fjärilsart som beskrevs av Alfred Ernest Wileman 1915. Paurophylla bidentata ingår i släktet Paurophylla och familjen nattflyn. Inga underarter finns listade i Catalogue of Life.